# Faro Monte Loayza
El Faro Monte Loayza es un faro no habitado de la Servicio de Hidrografía Naval de Argentina que se encuentra en la ubicación 47°04′18″S 66°21′36″O / -47.07167, -66.36000 en la bahía Sanguineto, en la parte sur del golfo San Jorge, en la Provincia de Santa Cruz, Patagonia argentina. El mismo tiene una altura total de 12,5 m, pero al estar ubicado en el borde de la meseta alta patagónica, alcanza una altura total de 155 m.
Comenzó a funcionar el día 18 de julio de 1946, y dejado fuera de servicio el día 15 de octubre de 1992, ya que se consideró que el faro de Cabo Blanco tenía suficiente alcance como para cubrirlo.

## Reserva  Natural Monte Loayza
Se encuentra en una Reserva  Natural Monte Loayza de la Provincia de Santa Cruz, creada por la Ley Provincial Nº 2737 del año 2004 (perfeccionando la Disposición Nro. 14/89 de la Dirección de Fauna Silvestre de Santa Cruz) y está ubicada en la margen Sur del golfo San Jorge, entre Punta Nava al oeste, y bahía Sanguineto al este. Su objetivo principal es proteger los apostaderos de aves y mamíferos marinos que habitan en el litoral. Ha sido declarada "área de uso científico" para fomentar las investigaciones en la misma.